# Nazionale maschile under 20 di hockey su ghiaccio della Repubblica Ceca
La nazionale di hockey su ghiaccio maschile della Repubblica Ceca Under-20 è la selezione Under-20 di hockey su ghiaccio della Repubblica Ceca. La selezione è posta sotto l'egida della Český svaz ledního hokeje, membro della International Ice Hockey Federation.

## Competizioni internazionali
- 1994: 5º posto
- 1995: 6º posto
- 1996: 4º posto
- 1997: 4º posto
- 1998. 4º posto
- 1999: 7º posto
- 2000:  1º posto
- 2001:  1º posto
- 2002: 7º posto
- 2003: 6º posto
- 2004. 4º posto
- 2005:  3º posto
- 2006. 6º posto
- 2007: 5º posto
- 2008: 5º posto
- 2009: 6º posto
- 2010: 7º posto
- 2011: 7º posto
- 2012: 5º posto
- 2013: 5º posto
- 2014: 6º posto
- 2015: 6º posto
- 2016: 5º posto
- 2017: 6º posto
- 2018: 4º posto
- 2019: 7º posto
- 2020: 7º posto
- 2021: 7º posto
- 2022: 4º posto
- 2023:  2º posto